# Жезлова система
Жезлова система — комплекс пристроїв, за допомогою якого здійснюється контроль стану перегону, а правом виїзду на перегін є отримання машиністом жезла від чергового по станції відправлення. Подальше відправлення інших поїздів на перегін не можливе до часу отримання цього жезла черговим по станції прийому.